# Anna Luísa Beserra
Anna Luísa Beserra Santos (Salvador, 24 de setembro de 1997) é uma empreendedora ambiental brasileira. Ela é a fundadora e CEO da Sustainable Development & Water for All (SDW for all), um sistema de filtragem para desinfectar a água da chuva colectada a partir de cisternas. Ela recebeu o prémio " Jovens Campeões da Terra " do Programa das Nações Unidas para o Meio Ambiente em 2019, sendo até agora a única brasileira a receber o prémio. A Shell Company concedeu-lhe um prémio no seu programa LiveWIRE, na categoria "Prosperidade local" pelo seu trabalho na SDW. Anna Luísa também é Fellow da organização internacional Young Water Solutions.

## Biografia
Aos 15 anos, Anna Luísa desenvolveu um produto denominado Aqualuz, um sistema de filtragem de desinfecção solar de água. O seu mentor incentivou-a a lançar um empreendedorismo social em torno desse produto. O seu negócio procura levar água para algumas das áreas mais secas do Brasil. A SDW actua com projetos ESG com foco em saneamento para áreas rurais, onde empresas investem nas comunidades locais, e foi considerada uma das 50 startups que vão mudar o Brasil.
Ela estudou biotecnologia na Universidade Federal da Bahia.
Em 2019, recebeu o prémio Jovens Campeões da Terra do Programa Meio Ambiente Unido e o prémio Hugo Werneck de Sustentabilidade & Amor à Natureza.